# منتخب روسيا لكرة القدم الشاطئية للسيدات
منتخب روسيا لكرة القدم الشاطئية للسيدات هو ممثل روسيا الرسمي في المنافسات الدولية في كرة القدم الشاطئية للسيدات
.